# NGC 586
NGC 586 (другие обозначения — MCG −1-5-1, PGC 5679) — спиральная галактика (Sa) в созвездии Кит. Открыта Уильямом Гершелем в 1785 году. Описание Дрейера: «очень тусклый, очень маленький объект круглой формы»; входит в число перечисленных в оригинальной редакции «Нового общего каталога».
Галактика гравитационно связана с NGC 584. Является наименее яркой галактикой из цепочки физически связанных галактик NGC 584, 586, 596, 600, 615 и 636,
которая, в свою очередь, является частью группы галактик NGC 584. Помимо NGC 586 в группу также входят NGC 584, NGC 596, NGC 600, NGC 636, IC 127, UGCA 017, KDG 007 и MGC -1-5-14.
Показатель цвета галактики испытывает сильные колебания вдоль её большой оси. Поблизости от NGC 586 находится радиоисточник PKS 0129-07, но связан ли он с ней физически, неизвестно.